# Œnanthe safranée
Oenanthe crocata
Espèce
Classification phylogénétique
L’œnanthe safranée (Oenanthe crocata) est une espèce de plantes à fleurs de la famille des Apiacées. C'est une plante herbacée de grande taille commune dans les zones humides de l'ouest européen.
L'intoxication par cette plante est une urgence médicale.

## Habitat
Elle se rencontre dans les régions atlantiques de l'Europe tempérée (Royaume-Uni, Irlande, Belgique, France, Espagne, Portugal), mais également sous climat méditerranéen dans l'Ouest de l'Espagne.
Elle pousse dans les zones humides où elle participe à la formation de communautés de mégaphorbiaies. On la rencontre également dans les sous-bois des forêts alluviales claires, surtout en situation de lisière.

## Noms communs et étymologie
En français on l'appelle « œnanthe safranée » : traduction littérale du nom latin de l'espèce (crocata : jaune safran), couleur de l'exsudat racinaire jaune-orangé de la plante.
Un autre nom moins usité est « pansacre »[réf. nécessaire] en référence au mot latin « pancration » qui désigne une scille[réf. nécessaire] : plante également très toxique.
En néerlandais, elle est appelée « Dodemansvingers » (doigts de mort), et en espagnol « nabo del diablo » (navet du diable).

## Description

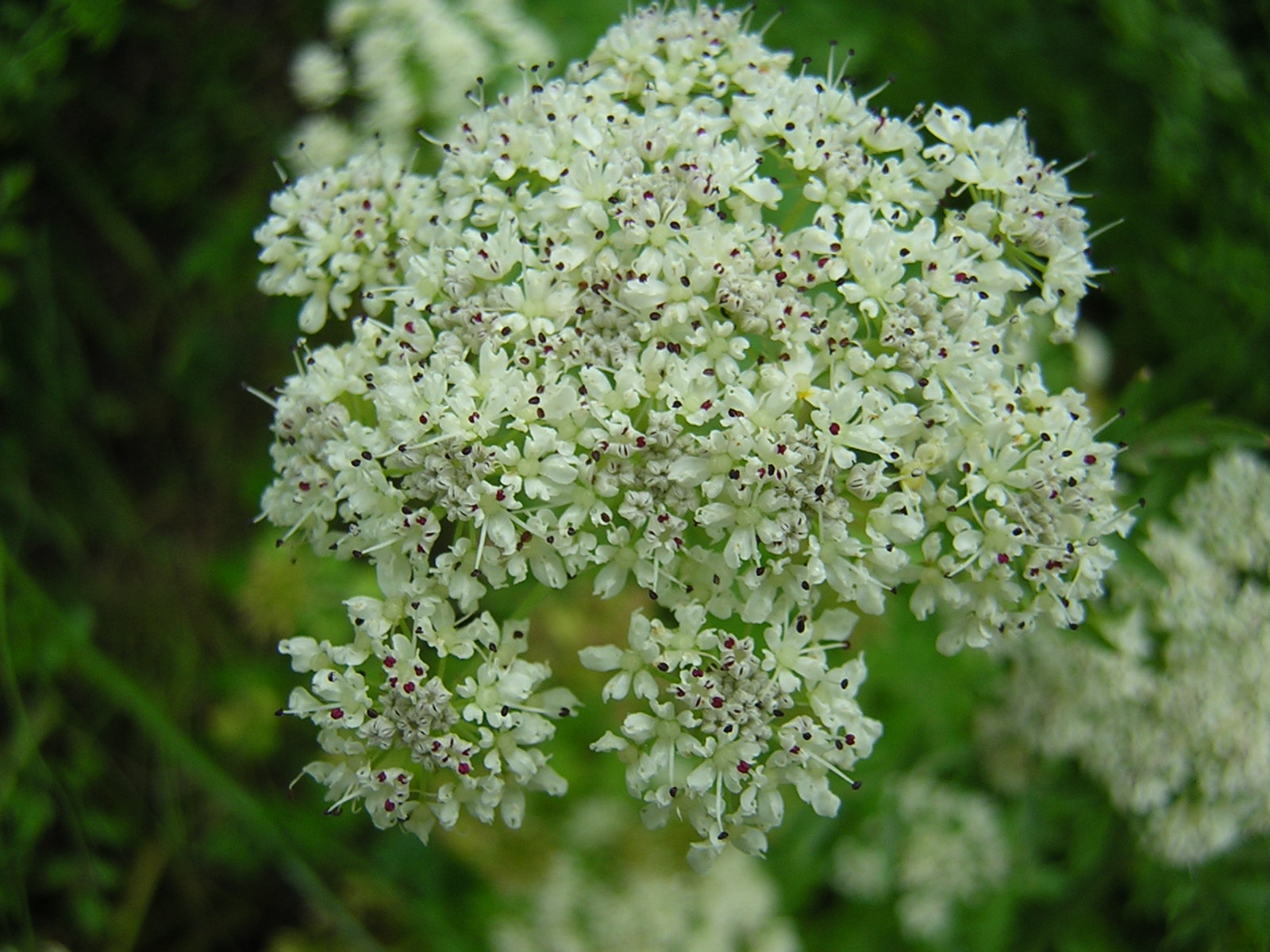
Fleurs.

C'est une plante vivace (géophyte), herbacée, de grande taille, sa tige érigée, creuse, porte de nombreuses feuilles pennatipartites, rappelant celles du persil. Elle produit à la fin du printemps de grandes ombelles de fleurs blanches. Ses racines forment des tubercules allongés exsudant un suc jaune safran.
- Organes reproducteurs
  - Couleur dominante des fleurs : blanc
  - Période de floraison : mai-juin
  - Inflorescence : ombelle d'ombellules
  - Sexualité : androdioïque
  - Ordre de maturation : protandre
  - Pollinisation : entomogame
- Graine
  - Fruit : akène
  - Dissémination : hydrochore
- Habitat et répartition
  - Habitat type : mégaphorbiaies planitiaires-collinéennes, mésotrophiles, acidophiles
  - Aire de répartition : atlantique

Données d'après : Julve, Ph., 1998 ff. - Baseflor. Index botanique, écologique et chorologique de la flore de France. Version : 23 avril 2004.
Confusion possible : angélique, angélique des estuaires, carotte sauvage

## Toxicologie
L'œnanthe safranée a fait l'objet d'une thèse de pharmacie en 1878.
 Toute la plante est toxique, surtout ses parties souterraines, et la dessiccation, si elle en diminue la toxicité, ne l'élimine pas complètement.
 Parmi les Apiacées (ex-ombellifères), l’œnanthe safranée est, avec la grande ciguë (Conium maculatum) et la ciguë vireuse (ou ciguë aquatique, Cicuta virosa), « l'une des 3 principales espèces dangereuses trouvées en France » :

Énanthotoxine.

Cicutoxine.

L'énanthotoxine de l'oenanthe safranée, tout comme la cicutoxine de la ciguë vireuse, est un alcool polyinsaturé remarquable par la présence de triples liaisons carbone-carbone : énanthotoxine et cicutoxine sont d'ailleurs isomères l'une de l'autre, ne différant que par l'ordre de succession de leurs liaisons doubles et triples, toutes conjuguées entre elles. Cette différence conditionne fortement leur toxicité, puisqu'alors que la DL50 de la cicutoxine est estimée à 9 mg/kg de masse corporelle, celle de l'énanthotoxine ne l'est qu'à 0,6 mg/kg, ce qui en fait un poison nettement plus violent.
L'énanthotoxine est un antagoniste de l'acide gamma-aminobutyrique (GABA), un neurotransmetteur inhibiteur du système nerveux central : en se liant à ses récepteurs GABAA, l'énanthotoxine l'empêche de jouer son rôle inhibiteur, et entraîne une hyperactivité des neurones.

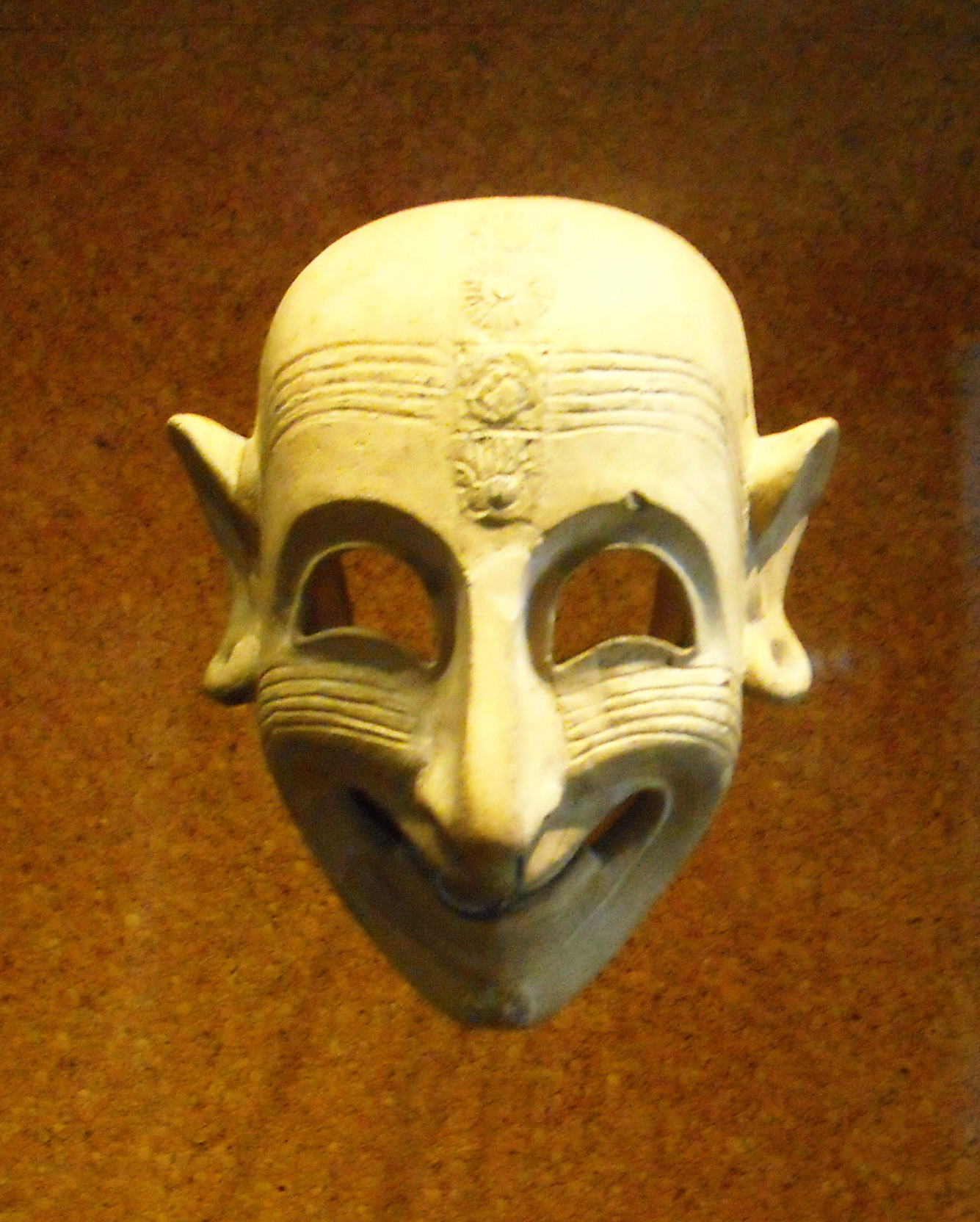
« rire sardonique » sur un masque,
Sardaigne.

Des intoxications sont possibles tant chez l'animal que chez l'homme : ce dernier peut confondre les feuilles avec celles de certaines variétés de persil, ou le tubercule avec ceux du radis, du navet ou du céleri ; le risque est aggravé par son odeur et son goût agréables.
La mort peut survenir en 3 heures. La contraction des muscles du visage qu'induit l'intoxication peut ressembler à un rire malveillant : ce rire sardonique se retrouve sur des masques de la civilisation nuragique, ce qui a conduit à proposer que l'œnanthe safranée soit l'« herbe sardonique » utilisée pour le meurtre rituel des personnes âgées en Sardaigne pré-romaine.
Des accidents sont rapportés plusieurs fois par an, parfois mortels, souvent à la suite d'une de ces confusions, notamment lors d'opérations « survie » ou lors d'un repas au « naturel » improvisé.
- Dix cas d’ingestion involontaire ont été rapportés en France entre 2012 et 2018, selon le bulletin des vigilances de l'Agence nationale de sécurité sanitaire de l’alimentation, de l’environnement et du travail.
- Un cas d'intoxication volontaire a été décrit (2005) dans la littérature (le patient de 43 ans a été sauvé, après 4 jours de réanimation et traitement des symptômes[10].
- Chez un enfant ayant confondu cette plante avec une carotte sauvage et en ayant mangé, les symptômes étaient un état « confus avec une somnolence et des céphalées, puis présentait des troubles digestifs (douleurs abdominales, vomissements, diarrhée). À l’hôpital étaient constatés un myosis, une ophtalmoplégie et une rhabdomyolyse »[7].
- Une intoxication a par exemple eu lieu à Vivario par ingestion de « pâté aux herbes ».
- Un officier génois a rapporté la mort de vingt-sept soldats empoisonnés « par une salade d’ochjigrisgiu (nom vernaculaire corse) » dans la région de Roccapina[11].
- En mars 2019, un Nantais de 63 ans succombe douze heures après avoir ingéré cette plante qu'il avait prise pour du persil[12].
- En août 2020, un jeune homme de 26 ans est décédé à la suite de l'ingestion involontaire de cette plante. Il participait à un stage de survie[13]

Elle est également toxique pour certains animaux domestiques, qui peuvent notamment en consommer les racines mises au jour avec l'épandage de boues de curage de mares, fossés, étangs.